# Frank Finkenstädt
Frank Finkenstädt (* 1943) ist ein deutscher Orientierungsläufer.
Finkenstädt startete für die BRD zwischen 1968 und 1981 bei mehreren Weltmeisterschaften, kam jedoch nicht über einen 40. Platz (1970 in Friedrichroda) hinaus. Mit der Staffel erreichte er mit Gerd Heyser, Rainer Breidenich und Bernhard Grosse 1974 den zehnten Platz.
Finkenstädt gewann 1969, 1971, 1972 sowie 1974 beim DSV und 1975 beim DTB bei den deutschen Meisterschaften im Orientierungslauf.

## Platzierungen
Weltmeisterschaften:
- 1968: 46. Platz Einzel, Staffel nicht in Wertung
- 1970: 40. Platz Einzel, 12. Platz Staffel
- 1972: 49. Platz Einzel
- 1974: 41. Platz Einzel, 10. Platz Staffel
- 1976: 12. Platz Staffel
- 1978: 42. Platz Einzel, 15. Platz Staffel
- 1981: 44. Platz Einzel, 14. Platz Staffel